# Sex and Violence
Albums de Boogie Down Productions
Live Hardcore Worldwide
(1991) Man & His Music (Remixes from Around the World)
(1997)
Singles
1. 13 and Good
Sortie : 1992
2. Duck Down
Sortie : 1992
3. We in There
Sortie : 1992

Sex and Violence est le cinquième et dernier album studio des Boogie Down Productions, sorti le 25 février 1992.
L'album s'est classé 20e au Top R&B/Hip-Hop Albums et 42e au Billboard 200

## Liste des titres
| No  | Titre                                            | Contient un (des) sample(s) de                                                                                               | Durée |
| --- | ------------------------------------------------ | --- | ----- |
| 1.  | The Original Way (featuring Freddie Foxxx)       | | 5:25  |
| 2.  | Duck Down                                        | A House Full of Girls d'Isaac Hayes Spoonin' Rap de Spoonie Gee                                                              | 3:46  |
| 3.  | Drug Dealer                                      | Long Red de Mountain What's It All About des Sylvers                                                                         | 4:44  |
| 4.  | Like a Throttle                                  | It's Never Too Late de Janne Schaffer                                                                                        | 4:16  |
| 5.  | Build and Destroy                                | Every Brother Ain't a Brother de Gary Byrd                                                                                   | 4:47  |
| 6.  | Ruff Ruff (featuring Freddie Foxxx)              | If You've Got It, You'll Get It des Headhunters                                                                              | 5:21  |
| 7.  | 13 and Good                                      | Good Times de Chic Super Bien Total de Sade                                                                                  | 4:26  |
| 8.  | Poisonous Products                               | Joy d'Isaac Hayes | 4:11  |
| 9.  | Questions and Answers                            | Papa Loves Mambo de Perry Como                                                                                               | 4:28  |
| 10. | Say Gal                                          | | 4:13  |
| 11. | We In There (featuring Sidney Mills et Willie D) | | 3:30  |
| 12. | Sex And Violence                                 | Boot-Leg de Booker T. and the M.G.'s                                                                                         | 4:03  |
| 13. | How Not to Get Jerked                            | Pot Belly de Lou Donaldson Here We Go (Live at the Funhouse) de Run–D.M.C. Word From Our Sponsor des Boogie Down Productions | 4:19  |
| 14. | Who Are the Pimps?                               | Apache de l'Incredible Bongo Band                                                                                            | 3:00  |
| 15. | The Real Holy Place                              | | 4:31  |